# Antonfrancesco Vivarelli Colonna
Antonfrancesco Vivarelli Colonna (Firenze, 24 novembre 1969) è un politico e imprenditore italiano, sindaco di Grosseto dal 2016 e presidente della Provincia di Grosseto dal 2017 al 2021.

## Biografia

### Studi e formazione
Nato a Firenze, da famiglia aristocratica, dopo aver conseguito la maturità scientifica, frequenta per un anno l'Accademia navale di Livorno.
In seguito si iscrive alla Scuola superiore per interpreti e traduttori di Pisa, dove consegue il diploma professionale d'interpretariato parlamentare per inglese e tedesco. Avviatosi in un primo momento alla carriera di traduttore e interprete professionista, diviene ufficiale di complemento del reggimento "Piemonte Cavalleria" II di Villa Opicina, dal quale si congeda col grado di tenente nel 1998 per dedicarsi all'impresa agricola di famiglia nella Maremma grossetana.

### Impegno nel settore agricolo
In seguito all'esperienza maturata nella gestione della tenuta di famiglia, Vivarelli Colonna inizia l'impegno sindacale in associazioni dedite alla salvaguardia del settore agricolo, agroalimentare e dell'allevamento. Nel 2011 viene eletto presidente di Confagricoltura della Provincia di Grosseto, poi riconfermato nel 2014. In Confagricoltura si distingue in particolar modo nella battaglia nazionale condotta contro l'IMU agricola, partita da Grosseto e poi estesa a tutto il territorio nazionale, che porterà all'abolizione della tassa nel 2016.
Altri incarichi coperti prima del 2016: presidente di Confagri e di Co.Agri, consigliere presso la Camera di commercio di Grosseto, consigliere presso Conserve Italia, presidente della sezione "Colture industriali" di Confagricoltura Toscana e presidente di Grossetofiere.

### Carriera politica

#### Sindaco di Grosseto
Nel gennaio 2016 Vivarelli Colonna entra in politica come indipendente, candidandosi a sindaco di Grosseto per le elezioni amministrative in rappresentanza di una coalizione di centro-destra formata da Lega Nord, Forza Italia, Fratelli d'Italia - Alleanza Nazionale e liste civiche. Al primo turno del 5 giugno raccoglie 16 777 voti (39,50%) contro lo sfidante di centro-sinistra Lorenzo Mascagni che ottiene 14 659 suffragi (34,52%). Al ballottaggio del 19 giugno vince con 19 511 voti (56,38%).
Il 22 giugno si insedia ufficialmente come sindaco di Grosseto.
L'8 gennaio 2017 diventa presidente della Provincia di Grosseto, dopo aver vinto le elezioni provinciali prevalendo su Giancarlo Farnetani, sindaco di Castiglione della Pescaia e candidato del Partito Democratico. Si tratta della prima volta che la provincia di Grosseto è presieduta da un esponente di destra.
Il 6 marzo 2017 il sindaco firma con il presidente del consiglio Paolo Gentiloni l'accordo con il quale il governo si impegna a stanziare circa 11 milioni di euro per la riqualificazione delle periferie riguardanti il progetto presentato dal Comune di Grosseto nell'ambito del "Bando delle periferie" indetto nel 2016 dal Governo Renzi.
Il 22 luglio 2018 è stato eletto vicepresidente toscano dell'Unione delle province d'Italia, mentre dal 2 aprile 2019 è vicepresidente del Consiglio delle autonomie locali per la Toscana.
Alle comunali del 3-4 ottobre 2021 viene rieletto al primo turno con il 56,2% dei voti, sostenuto da Lega, Forza Italia, Fratelli d'Italia e dalla sua lista civica.

## Vita privata
Sposato con Lucia Leoni, ha una figlia, Beatrice.